# Aechmea lueddemanniana
Aechmea lueddemanniana es una especie fanerógama de la familia de Bromeliáceas, originaria de Costa Rica, Guatemala, Belice y sur México.

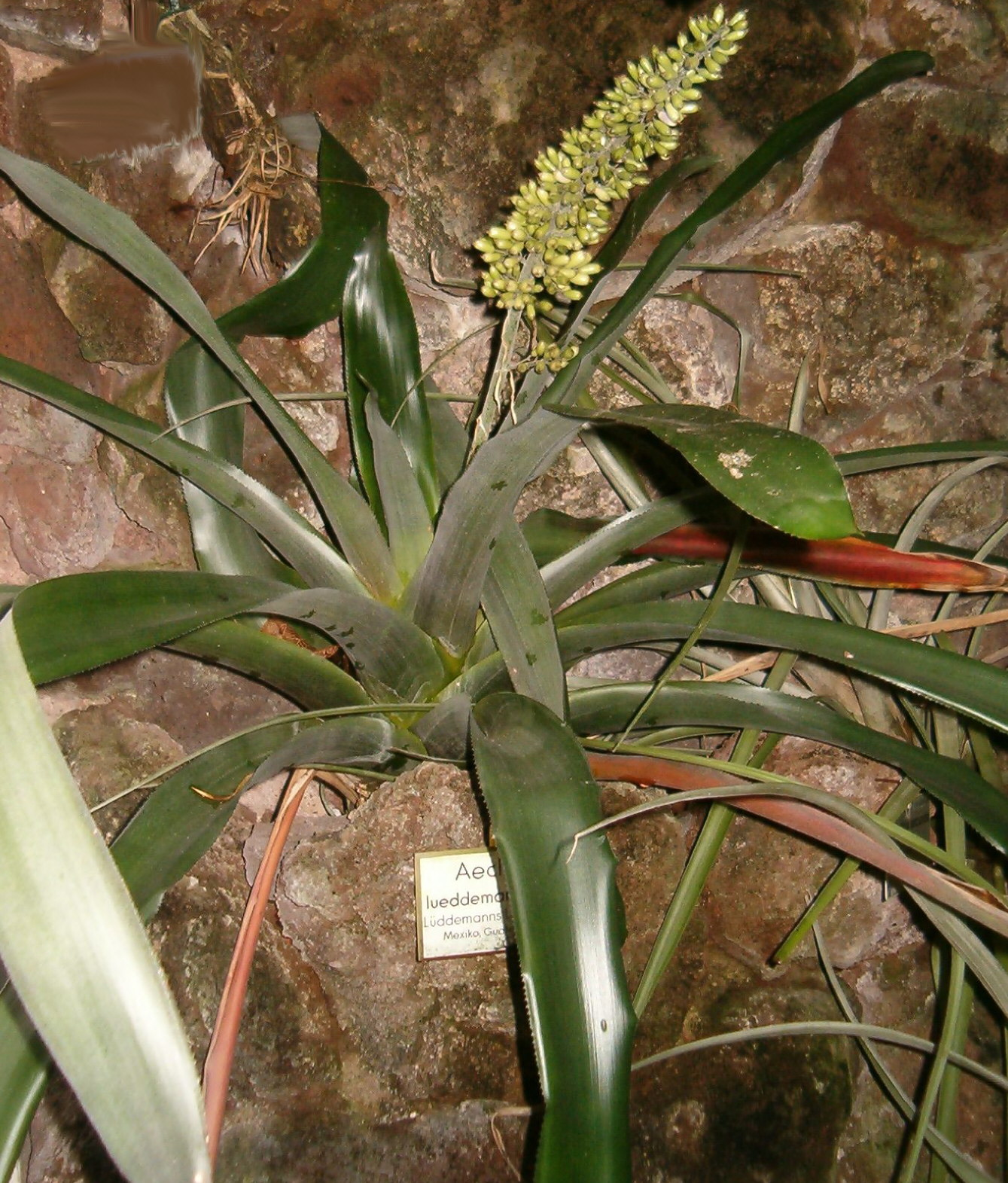
Vista de la planta

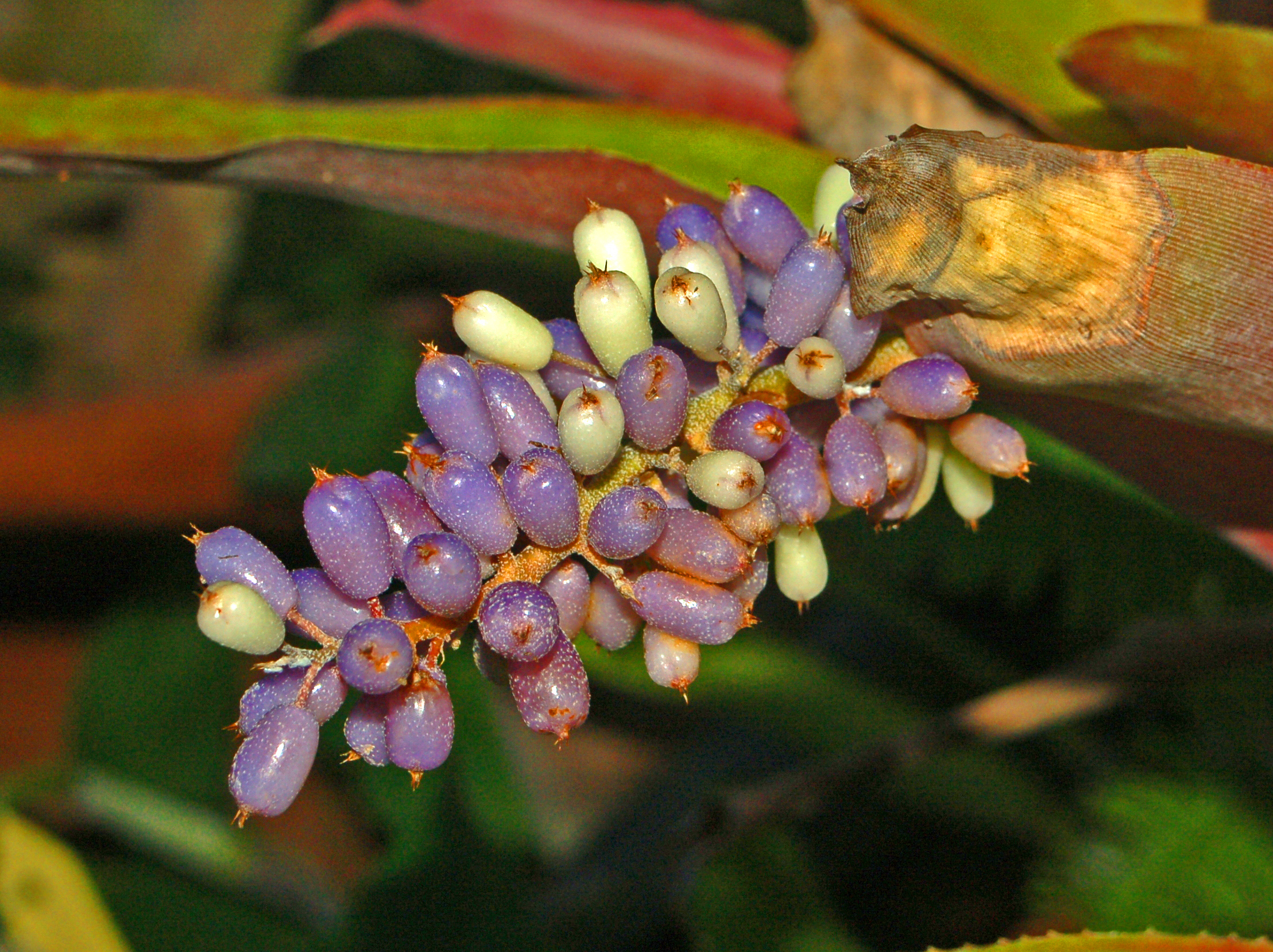
Detalle de la planta

## Descripción
Son epífitas o epilíticas, que alcanzan un tamaño de 25–70 cm de alto en flor. Hojas 30–60 cm de largo; vainas elípticas, 7–9 cm de ancho, enteras, densamente lepidotas, café pálidas a café claras; láminas liguladas, 4.5–6.5 cm de ancho, agudas a redondeadas, serradas, densamente lepidotas. Escapo erecto, 25–38 cm de largo, flocoso, con algunas partes glabrescentes, brácteas más largas que los entrenudos, enteras, membranáceas y descomponiéndose inmediatamente después de la antesis; inflorescencia 1 (2)-compuesta, raquis 12–20 (–26) cm de largo, flocoso, brácteas primarias lineares a filiformes, todas excepto las inferiores mucho más cortas que las ramas, membranáceas y descomponiéndose rápidamente; racimos con 2–5 flores polísticas, patentes, brácteas florales filiformes, ca 3 mm de largo, más cortas que los pedicelos o casi de la misma longitud, filiformes y descomponiéndose rápidamente, flores con pedicelos 3–6 mm de largo; sépalos 3–4.5 mm de largo, libres, asimétricos, esparcidamente pubescentes; pétalos azules a rosados.

## Cultivares
- Aechmea 'Álvarez'
- Aechmea 'Aurora'
- Aechmea 'Ballerina'
- Aechmea 'Blanca Álvarez'
- Aechmea 'Exotica Mystique'
- Aechmea 'MEND'
- Aechmea 'Pinkie'
- Aechmea 'Porphyry Pearls'
- Aechmea 'Purple Gem'
- Aechmea 'Rodco'
- Aechmea 'Rodco Inverta'
- xAndrolaechmea 'Cyclops'

## Taxonomía
Aechmea lueddemanniana fue descrita por (K.Koch) Mez in Engler y publicado en Das Pflanzenreich IV. 32(Heft 100): 120. 1934.
Etimología
Aechmea: nombre genérico que deriva del griego akme ("punta"), en alusión a los picos rígidos con los que está equipado el cáliz.
lueddemanniana: epíteto que fue nombrado en honor de Lueddemann recolector de orquídeas francés.
Sinonimia
- Aechmea caerulea E.Morren
- Aechmea caerulescens (Regel) Baker
- Aechmea galeottii Baker
- Aechmea luddemanniana K. Koch
- Hoplophytum caerulescens (Regel) E.Morren
- Lamprococcus caerulescens Regel
- Pironneava lueddemanniana K.Koch
- Podaechmea galeottii (Baker) L.B.Sm. & W.J.Kress
- Podaechmea lueddemanniana (K.Koch) L.B.Sm. & W.J.Kress[2][3]